# انگل ویل
انگل ویل (به انگلیسی: Angle Vale) یک منطقهٔ مسکونی در استرالیا است که در City of Playford واقع شده‌است.